# Нова Пясечниця
Нова Пясечниця (пол. Nowa Piasecznica) — село в Польщі, у гміні Тересін Сохачевського повіту Мазовецького воєводства. Населення — 271 особа (2011).
У 1975-1998 роках село належало до Скерневицького воєводства.

## Демографія
Демографічна структура станом на 31 березня 2011 року:
|          | Загалом | Допрацездатний вік | Працездатний вік | Постпрацездатний вік |
| -------- | ------- | ------------------ | ---------------- | -------------------- |
| Чоловіки | 128     | 21                 | 95               | 12                   |
| Жінки    | 143     | 31                 | 79               | 33                   |
| Разом    | 271     | 52                 | 174              | 45                   |